# Dario Marcolin
Dario Marcolin (né le 28 octobre 1971 à Brescia en Lombardie) est un joueur de football italien, qui évoluait au poste de milieu de terrain, avant de devenir entraîneur.

## Biographie

### Carrière de joueur

#### Carrière en club
Dario Marcolin joue 152 matchs en Serie A et 10 matchs en Premier League anglaise.
Il joue deux matchs en Ligue des champions avec le club de la Lazio.

#### Carrière en sélection
Il dispute 5 matchs lors du tournoi olympique de 1992 organisé en Espagne.
Il remporte à deux reprises le championnat d'Europe espoirs avec l'équipe d'Italie espoirs.

## Palmarès

### Palmarès de joueur
Lazio
| - Coupe d'Italie (2) : - Vainqueur : 1997-98 et 1999-00. - Supercoupe d'Italie (2) : - Vainqueur : 1998. |  | - Coupe d'Europe des vainqueurs de coupe (1) : - Vainqueur : 1998-99. |

### Palmarès d'entraîneur
Italie espoirs
- Euro espoirs (2) :
  - Vainqueur : 1992 et 1994.